# Lomana LuaLua
Lomana Trésor LuaLua (Kinshasa, 28 december 1980) is een betaald voetbal uit de Democratische Republiek Congo die bij voorkeur in de aanval speelt. Hij tekende in juli 2012 een contract bij Karabükspor. Eerder speelde hij onder meervoor Colchester United FC, Newcastle United FC, Portsmouth FC, Olympiakos Piraeus en Al-Arabi.
LuaLua's profloopbaan begon in 1998 bij Colchester United in de First Division. Halverwege het seizoen 2000/2001 maakte de aanvaller de overstap naar Newcastle United uit de Premier League. In januari 2003 werd LuaLua door Newcastle United verhuurd aan Portsmouth F.C.. Toen Newcastle-coach Bobby Robson LuaLua enkele maanden later wilde terughalen voor de UEFA Cup-duels tegen Olympique Marseille, bedankte de Congolees voor de eer. Hij vocht liever bij Portsmouth tegen degradatie in de hoop een blijvend contract af te kunnen dwingen. Mede dankzij de inbreng van LuaLua bleef Portsmouth in de hoogste afdeling en de aanvaller kon voor drie seizoenen bijtekenen.
LuaLua gold samen met Shabani Nonda als de grote ster van het nationale elftal van DR Congo. Met zijn land nam hij deel aan de African Nations Cup in 2004 en 2006. Op beide toernooien was LuaLua aanvoerder. Op de Cup van 2006 scoorde LuaLua de tweede goal in de wedstrijd tegen Togo.
ZIjn jongere broer Kazenga is ook voetballer, evenals zijn neven Trésor Kandol en Yannick Bolasie.

## Clubstatistieken
| seizoen | club               | land        | competitie       | duels | goals |
| ------- | ------------------ | ----------- | ---------------- | ----- | ----- |
| 1998/99 | Colchester United  | Engeland    | First Division   | 13    | 1     |
| 1999/00 | Colchester United  | Engeland    | First Division   | 41    | 12    |
| 2000/01 | Colchester United  | Engeland    | First Division   | 7     | 2     |
| 2000/01 | Newcastle United   | Engeland    | Premier League   | 21    | 0     |
| 2001/02 | Newcastle United   | Engeland    | Premier League   | 20    | 3     |
| 2002/03 | Newcastle United   | Engeland    | Premier League   | 11    | 2     |
| 2003/04 | Newcastle United   | Engeland    | Premier League   | 7     | 0     |
| 2003/04 | → Portsmouth       | Engeland    | Premier League   | 15    | 4     |
| 2004/05 | Portsmouth         | Engeland    | Premier League   | 25    | 6     |
| 2005/06 | Portsmouth         | Engeland    | Premier League   | 25    | 7     |
| 2006/07 | Portsmouth         | Engeland    | Premier League   | 22    | 2     |
| 2007/08 | Olympiakos Piraeus | Griekenland | Alpha Ethniki    | 21    | 5     |
| 2008/09 | Al-Arabi           | Qatar       | Qatari League    | 11    | 2     |
| 2009/10 | Olympiakos Piraeus | Griekenland | Alpha Ethniki    | 17    | 3     |
| 2010/11 | AC Omonia          | Cyprus      | A Divizion       | 19    | 4     |
| 2011/12 | Blackpool FC       | Engeland    | The Championship | 29    | 4     |
| 2012/13 | Karabükspor        | Turkije     | Süper Lig        | 30    | 11    |
| 2013/14 | Karabükspor        | Turkije     | Süper Lig        | 12    | 2     |
| 2013/14 | Çaykur Rizespor    | Turkije     | Süper Lig        | 11    | 4     |
| 2014/15 | Çaykur Rizespor    | Turkije     | Süper Lig        | 8     | 0     |
| 2014/15 | Akhisarspor        | Turkije     | Süper Lig        | 14    | 1     |
| 2015/16 | Akhisarspor        | Turkije     | Süper Lig        | 10    | 0     |
| 2015/16 | Sanliurfaspor      | Turkije     | TFF 1. Lig       | 16    | 2     |
| Totaal  | Totaal             | Totaal      | Totaal           | 405   | 77    |